# Ізотов Данило Олексійович
Данило Олексійович Ізотов (нар. 8 січня 2004, Запоріжжя, Україна) — український футболіст, центральний захисник полтавської «Ворскли».

## Клубна кар'єра
Народився в Запоріжжі, вихованець академії місцевого «Металурга». Напередодні старту сезону 2021/22 років приєднався до «Ворскли». У складі полтавчан спочатку виступав у юнацькому чемпіонаті України. Вперше до заявки першої команди потрапив 14 травня 2023 року на переможний (2:0) виїзний поєдинок 26-го туру Прем'єр-ліги України проти «Львова». Данило просидів усі 90 хвилин на лаві запасних. В еліті українського футболу дебютував вже наступного сезону, 6 серпня 2023 року в програному (1:4) виїзному поєдинку 2-го туру проти львівського «Руху». Ізотов вийшов на поле на 87-й хвилині замість Сантани.